# (8678) Bäl
(8678) Bäl, désignation internationale (8678) Bal, est un astéroïde de la ceinture principale.

## Description
(8678) Bal est un astéroïde de la ceinture principale. Il fut découvert le 1er mars 1992 à La Silla par le programme UESAC. Il présente une orbite caractérisée par un demi-grand axe de 3,16 UA, une excentricité de 0,11 et une inclinaison de 5,8° par rapport à l'écliptique.

## Compléments